# Ramón Daumal Serra

Ramon Daumal Serra, obispo emérito auxiliar de Barcelona, natural de Badalona (Barcelona) donde nació el 3 de abril de 1912, falleció en Barcelona el 10 de febrero de 2008 a los 95 años de edad.

## Estudios
Estudió en el Seminario Conciliar de Barcelona y más tarde en la Universidad Pontificia Comillas.

## Historia y Vida
Ordenado sacerdote el 30 de julio de 1939. 
Ejerció de párroco en diferentes municipios catalanes hasta que en 1968 le nombraron rector de la parroquia de la Purísima Concepción de Barcelona. En octubre de ese mismo año le nombran obispo auxiliar de Barcelona junto a Josep Campany, Josep María Guix y Ramón Torrella siendo arzobispo de Barcelona Marcelo González Martín. Continuó como auxiliar con el arzobispo Narcis Jubany. 
Jubilado el 30 de octubre de 1987, pasó a ser obispo auxiliar emérito de Barcelona. 
Hasta 1998 fue presidente del Patronato de la residencia sacerdotal de San José Oriol en la que residía. 
Sus restos reposan en la Cartuja de Tiana.